# Olle Snismarck
Karl Olov (Olle) Snismarck, född 7 augusti 1929 i Högalids församling, Stockholm död 3 april 2005 i Maria Magdalena församling, Stockholm, var en svensk tecknare och författare.
Han var son till målarmästaren Carl Snismarck och Frida Widéen och från 1952 gift med Lola Sahlin. Snismarck studerade vid Konstfack 1945 men var huvudsakligen autodidakt som tecknare och specialiserade sig på att utföra bokillustrationer. 
Som illustratör illustrerade han bland annat böckerna Sonetti di Petrarca 1955, Stig Carlsons Tolv blå toner 1959 och Eilertz Frylands Du själv 1960 samt illustrationer för tidskrifterna Utsikt, Idun, Folket i Bild, Vecko-Journalen, Expressen, och Arbetaren. Han medverkade i Nationalmuseums utställning Unga tecknare 1952 och i utställningen Svenska tecknare som visades på Svensk-franska konstgalleriet i Stockholm 1959. Hans konst består av teckningar där motiven byggdes upp av ett stort antal punkter eller små streck som bildade ett prickraster. Som författare utgav han bland annat diktsamlingen Som en cymbal 1959 och romanerna I slutet av en regnig oktober 1965, Stick hem till Afrika (1968), Paradisets bakdörr (1979), jazzantologin Den blågula trumpeten (1987) samt barnböcker och serier bland annat Lajban. Han producerade även musikkortfilmer för TV.